# يوجي ساكاكورا
يوجي ساكاكورا (阪倉 裕二) (ولد 7 يونيو 1967) هو لاعب كرة قدم ياباني سابق، شارك في كأس آسيا 1988 في قطر.

## روابط خارجية
- يوجي ساكاكورا على موقع رابطة كرة القدم اليابانية للمحترفين (اليابانية)
- يوجي ساكاكورا على موقع قاعدة بيانات كرة القدم.إي يو (الإنجليزية)
- يوجي ساكاكورا على موقع ناشيونال فوتبول تيمز (الإنجليزية)
- يوجي ساكاكورا على موقع Soccerway.com (الإنجليزية)
- يوجي ساكاكورا على موقع عالم كرة القدم.نت (الإنجليزية)

1. ↑  يوجي ساكاكورا على فرق كرة القدم الوطنية.كوم